# Ankothrips gracilis
Ankothrips gracilis är en insektsart som beskrevs av Dudley Moulton 1926. Ankothrips gracilis ingår i släktet Ankothrips och familjen Melanthripidae. Inga underarter finns listade i Catalogue of Life.